# Franz von Liszt
För kompositören, se Franz Liszt

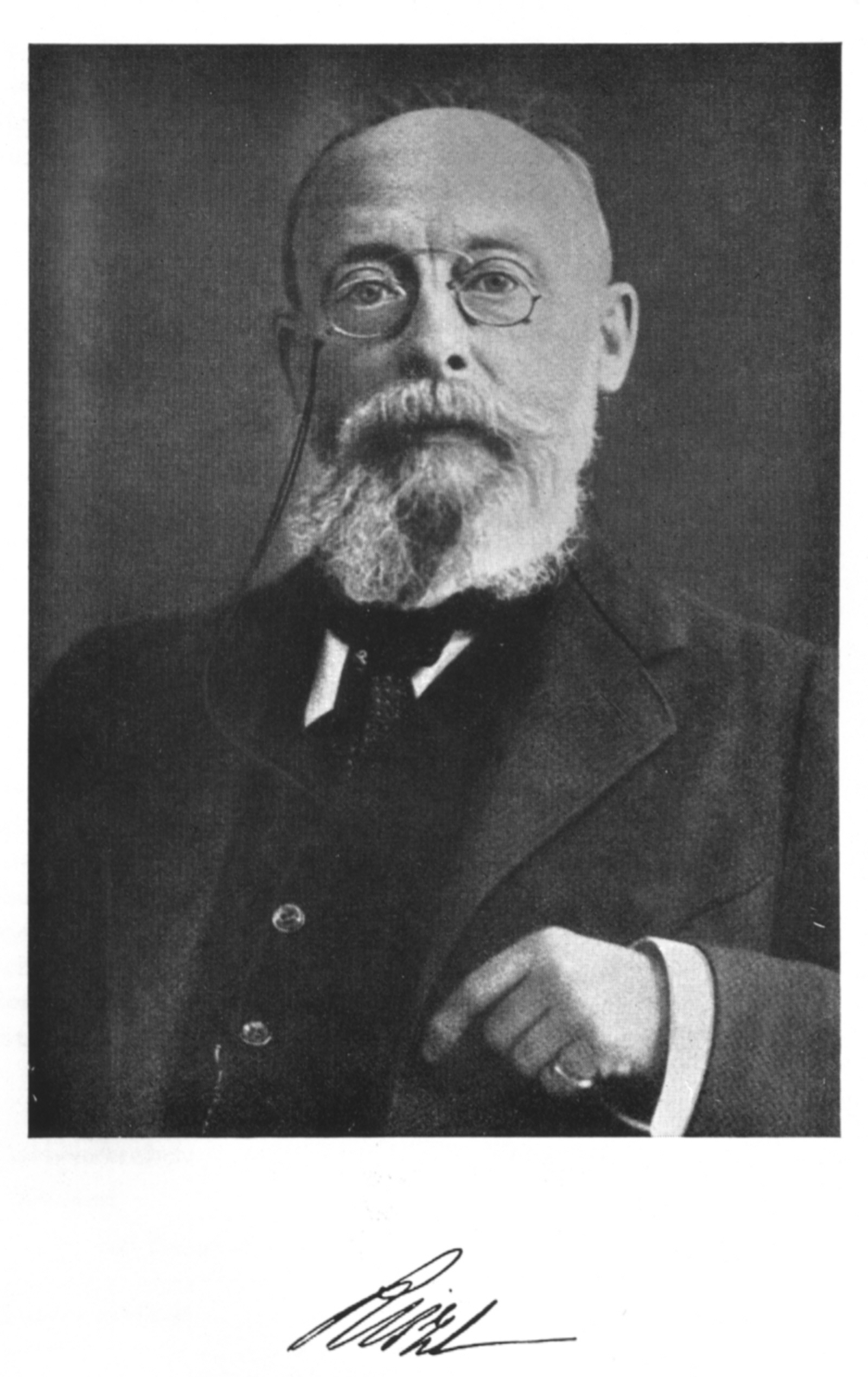
Franz von Liszt

Franz Eduard von Liszt, född 2 mars 1851 i Wien, död 21 juni 1919, var en tysk jurist, 1898 till 1917 professor i straff- och folkrätt vid Berliner Universität, och politiker.

## Biografi
Franz von Liszt föddes i Wien år 1851 som son till Eduard von Liszt, en jurist. Hans namne kompositören Franz Liszt var hans kusin.
År 1876 blev von Liszt privatdocent i Graz, 1879 professor i Giessen, 1882 i Marburg, 1889 i Halle och 1898 i Berlin. Liszt beskrivs av Nils Stjernberg i Nordisk familjebok som en av sin tids förnämsta kriminalister. 
von Liszt verkade för sin rättsliga uppfattning genom bildandet (tillsammans med Gerard Anton van Hamel och Adolphe Prins) av Internationella kriminalistföreningen och en mängd skrifter. Från 1881 var han huvudredaktör för Zeitschrift für die gesammte Strafrechtswissenschaft, som innehåller ett stort antal uppsatser av hans hand, sedermera jämte åtskilliga andra sammanförda i verket Strafrechtliclie Aufsätze und Vorträge (två band, 1905).  Av hans läroböcker fick Strafrechtställe samt framför allt Lehrbuch des deutschen Strafrechts stor spridning. 
von Liszt deltog i förberedelserna till en ny tysk strafflag och avgav utlåtanden över norska och italienska strafflagsförslag. Även genom sina universitetsseminarier och genom därifrån utgångna avhandlingar verkade von Liszt mycket för det straffrättsliga studiet. Också till folkrättens område sträckte sig hans verksamhet. Särskilt vann hans arbete Das Völkerrecht (1898) stort erkännande.

## Straffteori
Brottet är, efter hans mening, företrädesvis en social företeelse. Straffet avser att bekämpa denna företeelse, att avskräcka, förbättra och oskadliggöra. von Liszt står lika långt från den äldre vedergällningsteorien som från Lombrosos och andras övervägande biologiska uppfattning av förbrytelsen. 
von Liszts straffrättsliga syn lade han 1882 fram i vad som brukar kallas Marburgprogrammet. I denna förespråkade han villkorliga domar, i synnerhet för yngre förbrytare, och framför allt att socialisera bort kriminaliteten. I en försiktig och målmedveten socialpolitik såg von Liszt det säkraste och bästa medlet till att bekämpa kriminaliteten. 
Den förändrade och socialt inriktade synen på straffrätten i Norden och Tyskland, som uppstod under de första åren under 1900-talet, brukar von Liszts sättas som föregångsman till. I viss mån hade han föregripits, som i fallet med villkorliga domar i Massachusetts, och senare straffrättsteoretiker skulle driva frågan ännu längre, som Enrico Ferri och Karl Schlyter.